# 朝来市立生野中学校
朝来市立生野中学校（日语：朝来市立生野中学校）位于日本兵库县朝来市的公立中学校。

## 沿革
1947年（昭和22年）4月1日，生野町立生野中学校创立。
1947年（昭和22年）4月20日，黑川分校设置。
1948年（昭和23年）10月22日，上生野分校设置。
1953年（昭和28年）5月1日，分校独立：生野町立黑川中学校、生野町立上生野中学校。
1955年（昭和30年）4月1日，上生野中学校统合。
1985年（昭和60年）4月1日，黑川中学校统合。
2005年（平成17年）4月1日，朝来郡4町合并入朝来市，学校改称“朝来市立生野中学校”。

## 部活动
- 野球部
- 男子足球部
- 女子排球部
- 台球部
- 篮球部
- 游泳部
- 陆上竞技部
- 吹奏乐部

## 通学区域
朝来市内、旧生野町地域。以下小学校区。
- 朝来市立生野小学校

## 关连项目
- 兵库县中学校一览